# 锡蒂亚
锡蒂亚（希臘語：Σητεία）是希腊克里特大区拉西锡专区的一个市镇，位于克里特岛最东部。市镇面积为627.1平方公里，2011年人口数量为18,318人。

## 行政
现今的锡蒂亚市镇设立于2011年的地方政府改革中，由原三个市镇合并而成，原市镇则成为新市镇的市区。锡蒂亚市区（即原锡蒂亚市镇）的面积为277平方公里。

## 交通
锡蒂亚为欧洲E75公路的起点。另外，锡蒂亚有锡蒂亚公共机场。